# Jan Cornelius
Jan Cornelius (n. 24 februarie 1950 Reșița, Banat, România) este un scriitor de limba germană, traducător, dramaturg din Germania, originar din România, care din 1977 s-a stabilit în Germania, la Düsseldorf.
A făcut studii de franceză, engleză și spaniolă, la Universitățile din Timișoara, Düsseldorf și Stirling (Marea Britanie), după care a lucrat ca profesor de liceu la Duisburg și Düsseldorf.
Din anul 2000 lucrează ca liber profesionist. A scris proză satirică, poezii, cărți pentru copii și librete pentru spectacole de cabaret. A colaborat la publicații ca Eulenspiegel și Nebelspalter și a scris piese de teatru radiofonic, difuzate în special de WDR, mai ales prin emisiunea „Auf ein Wort“.
În România, a publicat comentarii despre literatură în Observator cultural, Dilema veche și România literară.

## Opera

### Cărți publicate

#### în limba română
- Conspirația cearșafurilor. Jurnal european, Editura Lebăda Neagră, 2024, ISBN 9786303300511
- Cum mi-am mâncat masca, Editura Paralela 45, 2022, ISBN 9789734736379
- Al doilea e Chaplin, Editura Tracus Arte, 2021, ISBN 9786060232452
- Aventurile unui călător naiv, Editura Lebăda Neagră, 2020[9], ISBN 9786069682036
- De ce nu-s românii ca nemții?, Paralela 45, 2019; ISBN 978-9734730131
- Eu, Dracula și John Lennon, Editura Humanitas, 2016; ISBN 978-973-50-5487-8, a doua ediție 2024, ISBN 9786303300368
- EU și IA, Editura Lebădă Neagră, 2025; ISBN 9786303301174

#### în limba germană
- Wittchen ohne Schnee: Zeitgemäße Gedichte, Telegramme Verlag, Zürich, 2024, ISBN 9783907198599
- Bukarest–Berlin, ohne Rückkehr?, Wieser Verlag, Klagenfurt, 2021, ISBN ‎ 9783990294710
- Chaplin wird Zweiter, PalmArtPress, Berlin-Wilmersdorf, 2017, ISBN 9783941524835
- Narrenstuck oder das wundern des Dolmetschers beim betrachten der Welt, 2013 [10]
- Über Google, Gott und die Welt, Pop-Verlag, Ludwigsburg, 2011
- Heilige und Scheinheilige, Zollhaus, 2008
- Der Radwechsel und andere Katastrophen, Zollhaus, 2006
- Pack die Koffer, Liebling, Rowohlt, 2004
- Balthasar, Goldmann, 2001
- Der geschenkte Führerschein, Rowohlt, 1998
- Das schaffst du mit links!, Satiren, Rowohlt, 1993
- Heiteres Europa – Eine Lesereise, Rowohlt, 1992

### Cărți pentru copii
- Karli Kaktus, Residenz, 2002
- Benjamin der Zauberlehrling, 2000
- Benjamin und sein Hund Onkel, 2000
- Meine Kusine Sabine und der Hamster Halli-Galli, 1997
- Meine Kusine Sabine, 1996
- Tante Mathilde macht Geschichten, 1993[11]
- Hanna und Hugo hauen ab, Kinderbuch, Thienemann, 1992
- Ein Cowboy namens Balthasar („Un cowboy cu numele Balthasar” [12]), Thienemann, 1990

### Traduceri
- Florin Lăzărescu: Seelenstarre, Wieser, 2018, ISBN 9783990292860
- Matei Vișniec: MIGRAAAAANTEN!: Wir sind zu viele auf diesem verdammten Boot, PalmArtPress, 2018, ISBN 9783962580025
- Denisa Comănescu: Rückkehr aus dem Exil, Orpheus, 2018
- Ion Creangă: Iwan Tornister, Editura Muzeelor Literare Iasi, 2016, ISBN 9786068677453
- Doina Ruști: Lizoanca, Horlemann, Berlin, 2013
- Matei Vișniec: Pferde am Fenster, Theaterstückverlag, 2012
- Matei Vișniec: Zersetztes Theater oder Der Mülltonnenmensch, Theaterstückverlag, 2011
- Dan Lungu: Wie man eine Frau vergisst, Residenz, 2010, ISBN 978-3701715435
- Dan Lungu: Die rote Babuschka, Residenz, 2009, ISBN 978-3701715114 [13]

## Premii și distincții
- Premiul I la concursul de autori al NRW
- Bursa ministerului culturii NRW
- Mențiune a ministerului culturii din Austria
- Mențiune a asociației profesorilor din Bavaria
- Bursa orașului Düsseldorf pentru fundația Künstlerdorf Schöppingen
- Premiul publicației Eulenspiegel 2003 pentru povestirea "Grand Prix Eulovision"[14]).